# Opera (curta)
Opera é um curta-metragem de animação sul-coreano/americano de 2020 de Erick Oh, que trabalhou no premiado Pig: The Dam Keeper Poems.

## Enredo
Um olhar não narrativo sobre a humanidade (religião, luta de classes, racismo, guerra e terrorismo) em um loop em escala maciça.

## Indicações
O curta foi indicado ao Oscar de Melhor Curta de Animação.